# Ontherus appendiculatus
Ontherus appendiculatus är en skalbaggsart som beskrevs av Mannerheim 1829. Ontherus appendiculatus ingår i släktet Ontherus och familjen bladhorningar. Inga underarter finns listade i Catalogue of Life.